# San Colombano al Lambro Bianco
Il San Colombano al Lambro Bianco è un vino DOC la cui produzione è consentita nelle province di Lodi, Pavia e Milano.

## Caratteristiche organolettiche
- colore: giallo paglierino più o meno intenso.
- odore: delicato, caratteristico.
- sapore:  armonico, talvolta abboccato, fresco, giovane, tranquillo.

## Storia
San Colombano al Lambro ha una caratteristica che la contraddistingue: produce l'unico vino DOC della provincia di Milano, in un paese dalle lunghe e gloriose reminiscenze storiche.
Il San Colombano DOC viene prodotto nelle tipologie, fermo e frizzante. I vini di maggiore qualità possono essere seguiti dalle denominazione "vigna" seguiti dal nome della vigna dove sono stati prodotti.

## Abbinamenti consigliati
San Colombano D.O.C. bianco frizzante: per salumi, antipasti leggeri, primi piatti delicati 
San Colombano D.O.C. bianco fermo: per antipasti, pesce, carni bianche

## Produzione
Provincia, stagione
- Lodi  (1990/91)
- Lodi  (1991/92)
- Lodi  (1992/93)
- Lodi  (1993/94)
- Lodi  (1994/95)
- Lodi  (1995/96)
- Lodi  (1996/97)
- Milano  (1990/91)
- Milano  (1991/92)
- Milano  (1992/93)
- Milano  (1993/94)
- Milano  (1994/95)
- Milano  (1995/96)
- Milano  (1996/97)
- Pavia  (1990/91)
- Pavia  (1991/92)
- Pavia  (1992/93)
- Pavia  (1993/94)
- Pavia  (1994/95)
- Pavia  (1995/96)
- Pavia  (1996/97)